# Wonderwall
"Wonderwall" er en sang af det engelske rockband Oasis, skrevet af bandet guitarist og normale sangskriver Noel Gallagher. Sangen blev produceret af Owen Morris til deres andet studioalbum (What's the Story) Morning Glory? fra 1995. Ifølge Gallagher, beskriver "Wonderwall" "en imaginær ven der kommer for at redde dig fra dig selv".
Sangen blev udgivet som den tredje single fra albummet i oktober 1995. "Wonderwall" toppede hitlisterne i Australien, New Zealand, og Spanien. Sangen nåede top ti i yderligere ti lande, herunder Canada og USA som henholdsvis nummer 5 og 8, såvel som nummer to på både UK Singles Chart og Irish Singles Chart. Singlen blev platincertificeret af British Phonographic Industry og guldcertificeret af Recording Industry Association of America.
Det er stadig en af bandets mest populære sangen; den 9. juni 2013 blev den stemt ind som nummer et på den australske radiostation Triple J's "20 Years of the Hottest 100"-liste. Mange notable kunstnere har lavet et cover af sangen, såsom rocksangere Ryan Adams i 2003, folksangeren Cat Power og jazzmusikere Brad Mehldau i 2008.

## Hitlister
| Hitliste (1995–96)                               | Højeste placering |
| ------------------------------------------------ | ----------------- |
| Australien (ARIA)                                | 1                 |
| Østrig (Ö3 Austria Top 40)                       | 6                 |
| Belgien (Ultratop 50 Vallonien)                  | 7                 |
| Belgien (Ultratop 50 Flanderen)                  | 7                 |
| Canada (RPM)                                     | 5                 |
| Canada (RPM Alternative 30)                      | 1                 |
| Finland (Suomen virallinen lista)                | 11                |
| Frankrig (SNEP)                                  | 10                |
| Tyskland (Official German Charts)                | 17                |
| Irland (IRMA)                                    | 2                 |
| Italien (FIMI)                                   | 17                |
| Holland (Single Top 100)                         | 8                 |
| New Zealand (RIANZ)                              | 1                 |
| Norge (VG-lista)                                 | 5                 |
| Spanien (PROMUSICAE)                             | 1                 |
| Sverige (Sverigetopplistan)                      | 12                |
| Schweiz (Schweizer Hitparade)                    | 17                |
| Storbritannien Singles (Official Charts Company) | 2                 |
| USA Billboard Hot 100                            | 8                 |
| USA Adult Top 40 (Billboard)                     | 30                |
| USA Mainstream Top 40 (Billboard)                | 10                |
| USA Alternative Songs (Billboard)                | 1                 |
| USA Mainstream Rock (Billboard)                  | 9                 |
| Zimbabwe Singles (ZIMA)                          | 9                 |

| Hitliste (1995)  | Placering |
| ---------------- | --------- |
| UK Singles Chart | 10        |

| Hitliste (1996)                 | Placering |
| ------------------------------- | --------- |
| Australien (ARIA)               | 19        |
| Canadiske RPM Singles Chart     | 26        |
| Canadiske RPM Alternative 30    | 2         |
| New Zealand (Recorded Music NZ) | 29        |
| US Billboard Hot 100            | 56        |

| Land | Certificering | Salg      |
| --- | ------------- | --------- |
| Australia (ARIA) | 3× Platin     | 210.000^  |
| Italien (FIMI) | Platin        | 50.000*   |
| Mexico (AMPROFON) | Guld          | 30,000^   |
| New Zealand (RMNZ) | Guld          | 7.500*    |
| Storbritannien (BPI) | 2× Platin     | 1,340,000 |
| USA (RIAA) | Guld          | 500,000^  |
| *Salgstal baseret på certificering alene. ^Forsendelsestal baseret på certificering alene. xUspecificerede tal baseret på certificering alene. |               |           |